# Filip Balek-Brodský

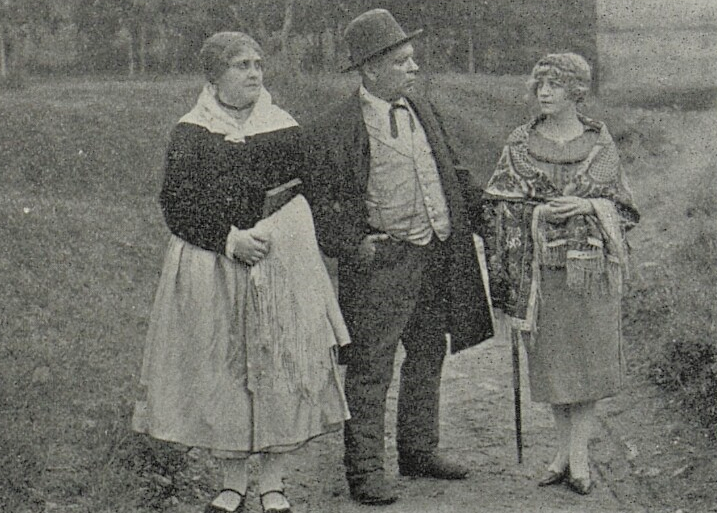
Božena Svobodová, Filip Balek-Brodský a Nora Ferry (Z českých mlýnů, 1925)

Filip Balek-Brodský, původním jménem Filip Balek, psán též Ballek (17. září 1871 Havlíčkův Brod – 30. října 1949 Praha) byl český herec, dramatik, spisovatel a organizační pracovník. Jeho druhou manželkou byla filmová herečka Milka Balek-Brodská.

## Život
Narodil se v Havlíčkově Brodu (tehdy Německý Brod) v rodině místního kupce Jakuba Balleka a jeho manželky Bohumily, rozené Šmittové.
V mládí se živil jako herec. (Svoje zážitky popisoval v časopise Houpačka 5–7/1929. Tisk také zaznamenal jeho protiburšácké vystoupení roku 1898.) V roce 1902 vystupoval jako impresario houslisty Otto Šilhavého (1882–1962).
Mezi jeho záliby patřila dálková turistika, na kole absolvoval cesty z Prahy do Paříže a z Olomouce do Neapole, prošel pěšky velkou část Evropy. S manželkou procestoval na tandemu od dubna do září 1922 Německo, Holandsko, Belgii, Francii, Španělsko a Švýcarsko. V roce 1924 oznámil svou cestu do Latinské Ameriky. Zážitky z cest zpracoval knižně.
Byl místopředseda Organizace českého filmového herectva a předseda Fondu pro podporu zestárlých a nemocných herců.

### Rodinný život
Poprvé byl ženat s herečkou Marií Annou Balek-Brodskou, rozenou Hildebrandovou (1874–1906), svatba se konala ve Voticích 18. února 1896. Manželka žila nejméně od roku 1905 odloučeně. Dne 6. února 1906 ovdověl.
Dne 20. února 1916 se v Praze podruhé oženil s filmovou herečkou Matyldou (Milkou) Häuslerovou, známou pod novým příjmením Balek-Brodská.
S Milkou Balek-Brodskou žil již 10 let před svatbou, porodila mu dvě nemanželské dcery, Růženu (1906) a Miroslavu (4. dubna 1911 až 9. listopadu 1916), kterou ihned po svatbě, dne 21. února 1916, legitimizoval. Miroslava zemřela v pěti letech v Berouně na udušení, jak konstatovala po úmrtí komise okresního soudu v Berouně. Druhá manželka ho přežila o dvanáct let.

## Dílo
Literárně byl činný zejména jako autor frašek nevysoké úrovně, kterých napsal okolo šedesáti; byl též autorem cestopisů o svých cestách. Hrál především vedlejší role, až na výjimky se jednalo o méně náročné filmy.

### Filmografie (výběr)
V letech 1924–1941 se objevil v epizodních rolích ve více než padesáti filmech, typicky jako hostinský, host apod. Mezi významnější z těchto filmů patří např.:
- 1927 Pražský kat (role hostinský)
- 1930 C. a k. polní maršálek (role návštěvník hospody U kanonu)
- 1931 Karel Havlíček Borovský (role hostinský)
- 1934 Hej rup! (role nezaměstnaný)
- 1939 Tulák Macoun (role porotce)
- 1940 Pohádka máje (role pan řídící)
- 1940 Babička (role komorník)
- 1941 Advokát chudých (role Kyprův klient)

### Divadelní hry (výběr)
- Tajemství myslivny (Tajemství Riegrovy stezky, Obraz ze života o 4 jednáních; Královské Vinohrady, Dolejší, 1921)
- Nebožtík (fraška o jednom jednán; Praha, Fr. Švejda, asi 1925)
- Trouba štěstím rodiny (veselohra o jednom dějství; Praha, Fr. Švejda, asi 1925)
- Děti svých rodičů (Fraška o 1 jednání; Praha, Thalia, 1927)
- Dobrý žaludek (Zdravý nemocný, veselohra o 1 dějství; Praha-Královské Vinohrady, Thalia, Jos. Dolejší, 1928)
- Klíček k pokladně i k srdci (veselohra o jednom dějství; Praha, Fr. Švejda, 1928)
- Muž s dvěma obličeji (Prohnaný Kazimír, veselohra o 1 jednání; Praha-Král. Vinohrady, Thalia, Jos. Dolejší, 1928)
- Příšerný zločin čili Ella, hop! (veselohra o jednom dějství; Praha, Fr. Švejda, 1928)

### Cestopisy (výběr)
- Bez halíře do Paříže (veselé příhody z cesty; V Praze, J. Svátek, 1923)
- Pěšky Evropou (30.000 kilometrů vážně prošel a žertovně vypravuje Filip Balek-Brodský; Praha, J. Svátek, 1923)
- Přes hory a doly (Kratochvílné rozpravy z cesty do Italie; Praha, Jan Svátek, 1925)
- Na manželském trakaři (kratochvilná cesta střední Evropou; Praha, J. Svátek, 1927)
- Všechny cesty vedou do Říma (Tutte le strade conducono a Roma) (Na obálce perokresba Jaroslava Panušky; V Praze, nákladem vlastním, 1938)

### Jiné
- Tajemství Riegrovy stezky (román z lesnického života ; V Milevsku , nákladem vlastním, 1936)
- Kouzlo filmu (choulostivá historie z filmového prostředí – o nadšencích bílého umění, o filmových hvězdách, oběžnicích, stálicích a kometách; V Praze, nákladem vlastním, 1937)
- Šašinec (Žertovný dobrodružný románek z pražského prostřed; V Praze, nákladem vlastním, 1939)
- Pod praporem umění (Román z hereckého života; V Praze, nákladem vlastním, 1941)

## Zajímavost
V průzkumu obecních knihoven z roku 1926 se Filip Balek–Brodský zařadil jako třetí nejpůjčovanější autor, za Aloisem Jiráskem a Karlem Václave Raisem. V počtu výpůjček se za něj zařadili dodnes slavní klasici jako Ignát Herrmann, Karel Klostermann, Alexandre Dumas, Jindřich Šimon Baar, Jules Verne a další. O čtyři roky později již jeho díla mezi nejčtenější nepatřila.